# Gunnar Holmgren (ämbetsman)
Nils Gunnar Holmgren, född 8 augusti 1957 i Vännäs församling i Västerbottens län, är en svensk ämbetsman. Åren 2005–2012 var han generaldirektör för  Försvarets Materielverk, 2015–2018  landshövding i Västernorrlands län och 2019–2022 Arbetsgivarverkets generaldirektör.

## Biografi
Efter att ha avslutat studierna som gymnasieingengör vid Vasa tekniska gymnasium i Stockholm 1976 avlade Holmgren reservofficerexamen i flygvapnet 1978 och därefter ekonomexamen och filosofie kandidatexamen 1982 samt ekonomie licentiatexamen 1992, allt vid Stockholms universitet. År 2009 blev han ekonomie doktor vid Åbo Akademi.
Holmgren var Regeringskansliets förvaltningschef 2002–2005 och generaldirektör på Försvarets Materielverk 2005–2012. Tidigare var han verksam som bland annat verkställande direktör för Svensk Försäkring och finansråd i Finansdepartementet. Holmgren har bland annat varit styrelseledamot och ordförande i placeringsutskottet i Skandia Liv. Holmgren har styrelseerfarenhet från SBAB, Kammarkollegiet, Verket för Högskoleservice, Hypoteksbanken, Kåpan pensioner m.fl. Han har haft flera statliga utredningsuppdrag och utrett skyddet av våra vattentäkter och beredskapssystemet Rakel. Till 12 december 2018 ledde han den statliga utredningen för Effektiva och ändamålsenliga tolktjänster. Sedan 2020 är han ordförande i Försvarshögskolans styrelse och riksförbundsordförande för FVRF. Under åren som GD för Arbetsgivarverket var Holmgren styrelseordförande i Kåpan pensioner, Trygghetsstiftelsen samt Partsrådet.. Holmgren har tjänstgjort som krigsförbandschef inom flygvapnet och blev befordrad till major i FV reserv 1989. Holmgren blev ledamot i Krigsvetenskapsakademien 2009.  
Från 2012 till 30 mars 2015 var Holmgren ståthållare på Stockholms slott. 1 april 2015 tillträdde han posten som landshövding i Västernorrlands län. I april 2018 lämnade Holmgren posten som landshövding av familjeskäl. Han efterträddes av Berit Högman. Holmgren lämnade tjänsten som GD för Arbetsgivarverket med pension hösten 2022 och är därefter verksam i ett antal styrelser. 
Gunnar Holmgren var gift första gången med Lena Holmgren, född Rodenkirchen, från 1981 till hennes död våren 2013. I äktenskapet föddes fyra barn. Han är sedan 2023 gift med Canan Sävlind Holmgren.[källa behövs]

## Utmärkelser
- H.M. Konungens medalj i guld av 12:e storleken i Serafimerordens band (2019) för förtjänstfullt arbete inom statsförvaltningen.[7]
- H.M Konungens minnestecken  (CXVIGjmt II) 2011
- FMV:s förtjänstmedalj i guld 2012
- NOR (Nit och redlighet i rikets tjänst) 2014
- Överstyrelsen för civil beredskaps förtjänstmedalj 1994
- Flygvapenfrivilligas förtjänsttecken (FVRFGFt) 2022
- Kommendör av 1 klass av Finlands Vita Ros’ orden i samband med Finlands presidents statsbesök (2012).
- Kommendör av Finlands Lejons orden för sitt arbete med nordiskt försvarssamarbete (2011)

### Webbkällor
- Från problemföretag till kapitalförvaltning – Sveriges statliga företag 1980–2007 Åbo Akademi
- FMV 2011, sid. 36.